# کلاسوری
کلاسوری (به گرجی: კელასური) یک رود در گرجستان است که در آبخاز واقع شده‌است.
این رودخانه در راستای مرز اداری ناحیه سوخومی و گولریپشی جریان دارد.
منابع آب رودخانه شامل آب یخبندان و باران است. جریان آب در اوایل ماه مه حدود ۲۰ تا ۲۵ متر مکعب در ثانیه (۷۱۰ تا ۸۸۰ فوت مکعب در ثانیه) است.  بخش قابل توجهی از بستر رودخانه در امتداد دره قرار دارد. ۵ کیلومتر (۳.۱ مایل) از مرکز سوخومی و به دریای سیاه می‌ریزد. کلاسوری یکی از بزرگترین رودخانه‌های آبخازیا است.